# Isla de Bejucal
Isla de Bejucal ist eine Ortschaft und eine Parroquia rural („ländliches Kirchspiel“) im Kanton Baba der ecuadorianischen Provinz Los Ríos. Die Parroquia besitzt eine Fläche von 111,1 km². Die Einwohnerzahl lag im Jahr 2010 bei 9391.

## Lage
Die Parroquia Isla de Bejucal liegt in der Tiefebene westlich der Anden. Das Gebiet wird von den nach Süden fließenden Flüssen Río Arenal im Westen sowie Río Puebloviejo im Osten begrenzt. Der Hauptort Isla de Bejucal befindet sich 12,5 km nordnordöstlich vom Kantonshauptort Baba. Die Fernstraße E484 (Vinces–San Juan) führt an Isla de Bejucal vorbei.
Die Parroquia Isla de Bejucal grenzt im Westen an die Parroquia Guare im Norden und im Nordosten an die Parroquia San Juan (Kanton Puebloviejo), im Südosten an die Parroquia Pimocha (Kanton Babahoyo) sowie im Süden an die Parroquia Baba.

## Geschichte
Die Parroquia Isla de Bejucal wurde im Mai 1884 gegründet.